# Inosin pranobex
Inosin pranobex (též inosiplex, methisoprinol; Isoprinosine) je lék proti virovým onemocněním (antivirotikum). Funguje jako stimulátor imunitního systému, podobně jako hormony produkované v brzlíku. Běžně se používá při komplikacích onemocnění spalniček ve spojení s intratekální interferonovou léčbou, při mukokutánní infekci herpes simplex virus (HSV-1 a HSV-2) a při léčbě genitálních bradavic způsobených lidskými papilomaviry jako doplňková terapie podophyllotoxinem a CO2 laserem. Používá se především v evropských zemích, zejména jako léčba virových infekcí. Nepoužívá se přímo k léčbě rakoviny, ale příležitostně se doporučuje jako protirakovinová léčba nebo ke zvýšení imunity lidí žijících s rakovinou.
V úzkém slova smyslu jediným syntetickým imunomodulátorem (lékem) s prokázanými imunomodulačními a imunopotenciačními účinky je inosin pranobex. Tento lék je indikován u celého spektra nemocných s klinickými projevy imunitní nedostatečnosti. Působí přímo protivirově. Moduluje imunitní systém imunostimulací, resp. imunooptimalizací obranného zánětu na úrovni buňky, např. zásahem do energetického metabolismu, buněčné signalizace a proliferace. Moduluje složky vrozené imunity, NK buňky a dendritické buňky. Tlumí tvorbu prozánětlivých cytokinů TNF-α a IL-6. Homeostaticky a regulačně optimalizuje funkční polarizaci subsetů T lymfocytů Th1, Th2, Th17 a Treg. V klinických studiích isoprinosin normalizoval porušenou buněčnou imunitu vyvoláním odpovědi typu Th1, která iniciuje maturaci a diferenciaci T lymfocytů. In vivo inhibuje syntézu virové RNA.

## Historie
Inosin pranobex (IP) byl podle Souhrn údajů o přípravku schválen k použití v Evropě v prosinci 1981. Na světový trh byl uveden již v roce 1971 (nejprve v Argentině) a registrován v několika zemích k léčbě virových infekcí. V současnosti je k dispozici ve více než 70 zemích jako antivirotikum s imunomodulačním účinkem. V roce 1982 získal ve Francii Galénovu cenu jako lék roku v oboru neurologie. Dnes je dostupný pod různými obchodními názvy: Isoprinosine, Immunovir, Viruxan, Virustop, pod názvem Delimmun také v Německu,
v Polsku je volně prodejným léčivým přípravkem pod označením Neosine a Neosine Forte
apod. První patent na syntetický derivát purinu – inosin acedoben dimepranol (IAD, syn. inosin pranobex) – získal americký občan Dr. Paul Gordon v roce 1972.
Podle hlášení DIS-13 byl v České republice poprvé uveden na trh 1. 7. 2007 jako registrovaný lék s preskripcí vázanou na lékařský předpis. Od prosince 2019 je schválen k předepisování s úhradou lékaři jakékoliv specializace v plném rozsahu všech schválených indikací, tzn. bez indikačních omezení.

## Základní charakteristika
Inosin pranobex je syntetická látka tvořená p-acetamidobenzoovou solí dimepranolu a inosinu v molárním poměru 3 : 1 (inosin acedoben dimepranol), jež byla syntetizována koncem padesátých let minulého století. Pro klinické použití byla schválena v 70. letech 20. století. Inosin je purin přirozeně se nacházející v potravě. Jedná se o méně typický nukleosid, nicméně vyskytuje se celkem běžně v transferové ribonukleové kyselině (tRNA), kde se inosin na tzv. wobble pozici antikodonu může párovat s cytosinem, adeninem i uracilem. Pro lidské tělo je inosin přirozeným prekurzorem esenciálních látek, jakými jsou adenosintrifosfát (ATP) a guanosintrifosfát, které jsou v těle zdrojem energie. Do regulací buněčného metabolismu zasahují cyklické purinové nukleotidy a koenzymy obsahující purinové nukleotidy, které rovněž vznikají z inosinu. Kyselina p-acetamidobenzoová je chemicky podobná kyselině p-aminobenzoové, která se přirozeně vyskytuje v lidských buňkách a tkáních. Tyto skutečnosti vysvětlují, proč je inosin pranobex mimořádně dobře tolerován. Látka je detailně popsána ‒ jsou k dispozici údaje o její farmakokinetice, farmakodynamice a biologické dostupnosti.

## Indikace

### Schválené použití
Inosin pranobex je indikován u nemocných s deficiencí či s dysfunkcí buňkami zprostředkované imunity a u nemocných s primárním nebo sekundárním defektem imunity spojeným s virovými infekcemi herpetickými viry typu 1 a 2, cytomegalovirem, dále virem varicella zoster a virem Epsteina‒Barrové. Je indikován u nemocných s condylomata accuminata buď samostatně, nebo v kombinaci s jinými léčebnými přístupy, a dále u nemocných s mukokutánními, vulvovaginálními nebo endocervikálními projevy infekce lidskými papilomaviry. Bylo prokázáno, že inosin pranobex zlepšuje nebo obnovuje narušenou chemotaxi a neutrofilní fagocytózu u pacientů s Hodgkinovou chorobou nebo akutní virovou hepatitidou typu B.

### Off-label použití
Inosin pranobex prokázal účinnost v léčbě nemocných s hepatitidami virového původu, příušnicemi, zarděnkami, u pacientů s aftózní stomatitidou virového původu a u nemocných se spalničkami a subakutní sklerotizující panencefalitidou. Studie vlivu inosin pranobexu na léčby plešatosti ukázala, že ve srovnání s placebem vykazoval inosin pranobex značnou účinnost u alopecie areata s nevýznamným vedlejším účinky. Přestože některé studie popisují pozitivní vliv inosin pranobexu na zpoždění vývoje AIDS u HIV infikovaných a boj proti rozvoji Pneumomocystis jiroveci u těchto pacientů, jiné studie nepotvrdily aktivitu přípravku proti HIV. Zjištění, že současně podávané inosin pranobexu pacientům užívající zidovudin zvyšuje plazmatické hladiny zidovudinu naznačuje několik potenciálních výhod kombinované léčby HIV infekce, jako je potřeba nižší dávky zidovudinu a delší interval mezi podáváním zidovudinu k dosažení trvalých plazmatických hladin, jakož i potenciál ke zvýšení imunitní funkce reziduí vyplývající z léčby inosinem pranobexem.
O účinnosti proti covidu-19 dosud nejsou relevantní údaje (studie).

## Protivirové působení inosin pranobexu
Inosin pranobex je unikátní ve schopnosti ovlivnit klinický průběh virových infekcí způsobených imunobiologicky zásadně odlišnými virovými agens. Je doložen přímý zásah inosin pranobexu do virové replikace. Inosin pranobex inhibuje replikaci DNA virů a RNA-virů snížením koncentrace virové mRNA. Děje se tak zjednodušeně řečeno ovlivněním editace virové RNA, v níž inosin nahradí adenin mechanismem označovaným jako „wobble“ (zakolísání). Výsledkem je narušení transkripce virových nukleových kyselin a proteosyntézy virových bílkovin na úrovni tRNA. Tím je utlumena virová replikace, která nevede ke vzniku rezistence hostitele vůči viru. Převládá názor, že protivirový účinek inosin pranobexu je navíc zprostředkován potenciací specifické buňkami zprostředkované imunity a účinkem tohoto léku na protilátkovou imunitu.
Antivirová aktivita byla prokázána in vivo na několika zvířecích modelech, byla experimentálně potvrzena proti chřipce a cytomegaloviru. In vitro antivirová aktivita inhibuje replikaci různých RNA a DNA virů, včetně: herpes simplex, cytomegaloviru, adenoviru, vakcínie, polioviru, chřipky typu A a B, rhinoviru, ECHO, vztekliny, encefalomyokarditidy a viru koňské encefalitidy.
Na Univerzitě v Oxfordu prokázali a v roce 2019 publikovali prokázané působení inosin pranobexu. To lze zjednodušeně řečeno interpretovat takto: Inosin pranobex na povrchu napadených buněk díky metabolismu uvnitř buňky intenzivněji ukazuje, že je buňka napadená. Proto je virem napadená buňka lépe a rychleji ničena NK buňkami. Inosin pranobex moduluje buněčnou imunitu indukcí exprese ligandu pro receptor NKG2D na cílových buňkách. NKG2D je aktivační receptor exprimovaný převážně na NK buňkách, CD8+ T lymfocytech, yδ T lymfocytech a některých subsetech CD4+ T lymfocytů. Ligandy pro NKG2D jsou exprimovány buňkami, které představují pro organismus nebezpečí – infikované buňky, buňky s poškozenou DNA, nádorové, senescentní buňky apod. Inosin pranobex pomáhá „zviditelňovat“ tyto ligandy pro buňky imunitního systému včetně NK buněk.
Denní dávka 4 g vedla ke klinickému zlepšení závažnosti infekce rhinovirem 21 ve srovnání s placebem, došlo ke zkrácení doby vylučování viru a méně nakaženým pacientům (14 vs. 20 ve skupině s placebem).

## Imunomodulační působení inosin pranobexu[7]
Imunomodulační působení inosin pranobexu můžeme doložit z experimentů na zdravých dobrovolnících a ze studií in vitro.
Léčba isoprinosinem indikovaná u subjektů starších 64 let se sníženou imunologickou aktivitou, prokázala, že proliferace lymfocytů indukovaná ConA byla obnovena u 50 z 55 (90,0%), aktivita NK u 35 ze 41 (85,3%), s neutrofilní chemotaxí u 44 z 52 (84,6%) a s produkcí IL-2 byl obnoven u 25 z 35 (71,4%) a dosáhl normálních nebo téměř normálních koncentrací; to naznačuje, že v těchto in vitro testech působil jako zesilovač imunity. V lidském séru in vitro aktivuje systém komplementu alternativní cestou a inhibuje agregaci krevních destiček indukovanou ADP a kolagenem.
Petrova a kol. (2010) studovali dynamiku tvorby interferonu γ (IFNγ), interleukinu 2 (IL-2), interleukinu 10 (IL 10) a tumor nekrotizujícího faktoru α (TNFα) po podání 3× 1 g inosin pranobexu denně po pět následujících dnů v týdnu po dobu tří týdnů. Koncentrace cytokinů byla měřena před zahájením intervence, dále v den 7, 10, 14, 21, 28, 35 a 42. Hodnota TNFα se prakticky neměnila po celou dobu sledování. Koncentrace IFNγ se významně zvýšila 7. a 10. den sledování. Podobně tomu bylo u IL-2, u kterého došlo k dalšímu zvýšení 42. den sledování. Hodnota IL-10 byla významně zvýšena mezi 7.‒28. dnem pozorování. Z výsledků lze odvodit, že inosin pranobex nestimuluje tvorbu obecně pluripotentního prozánětlivého cytokinu TNFα. Zvýšení tvorby IFNγ a IL-2 ukazuje zřetelně na aktivaci T-lymfocytární imunity, zvláště subsetu Th1. Subset Th1 je podstatnou součástí obranného zánětu namířeného proti virovým infekcím a kontroluje také protinádorovou obrannou reakci. Za velmi cennou lze považovat stimulaci tvorby IL-10 vlivem inosin pranobexu. Z této skutečnosti můžeme odvodit, že tento lék zasahuje do homeostatických regulací zánětu. Nejvýznamnějším zdrojem homeostatického regulačního cytokinu IL-10 je subset Treg lymfocytů. Tvorbou IL-10 je udržována optimální aktivita subsetu Th17 T lymfocytů, které jsou součástí obranného zánětu namířeného vůči patogenním bakteriím a houbám. T lymfocyty subsetu Th17, které unikly kontrole, však jsou klíčovou součástí poškozujícího zánětu u pacientů trpících imunopatologickými onemocněními, např. roztroušenou sklerózou, revmatoidní artritidou, Crohnovou chorobou nebo psoriázou. Lze tedy oprávněně tvrdit, že inosin pranobex vedle imunopotenciačních efektů zasahuje i do homeostatických regulací kontrolujících zánětlivou reakci.
Jak prokázali Jakupova a spol., inosin pranobex pozitivně ovlivňuje průběh akutních respiračních onemocnění u dětí žijících ve znečištěném prostředí. Léčba inosin pranobexem vedla ke zkrácení doby přítomnosti horečky na dva až tři dny (2,34 ± 0,16 dne) oproti standardní terapii bez léku (3,5 ± 0,21 dne), katarální stadium bylo kratší (6,81 ± 0,3 vs. 7,24 ±0,1), stejně jako respirační příznaky trvaly kratší dobu (8,1 ± 0,7 vs. 10,1 ± 0,7). Na statisticky významné hladině se pohybovaly rozdíly také u počtu T lymfocytů (CD3+), Th a Tc i B lymfocytů a koncentrace IgM a IgG. U pacientů užívajících inosin pranobex došlo k rychlejší normalizaci počtu imunitních buněk a k posílení tvorby protilátek. Nebyly pozorovány žádné závažné nežádoucí účinky.
V kultivační studii provedené in vitro, v níž byl testován účinek inosin pranobexu na expresi podjednotky α receptoru pro IL-2 (CD25) na lidských lymfocytech izolovaných z periferní krve, prokázali Lasek a kol. (2015) v pětidenním intervalu zvýšení exprese CD25 v závislosti na koncentraci inosin pranobexu. Receptor pro IL-2 je klíčový v regulaci specifické buněčné imunity zprostředkované T-lymfocyty. Zesílení jeho exprese zřetelně dokládá imunopotenciační vliv.
Ve studii in vitro prokázali Majewska a kol. (2015), že inosin pranobex samotný tlumí replikaci adenovirů v lidské buněčné linii A549. Tento účinek inosin pranobexu byl dále potencován kombinací s interferonem α. Jejich nálezy jsou ve shodě s klinickou studií Berana a kol. (2016). Ten sledoval vliv inosin pranobexu v léčbě nemocných s prokázanou akutní virovou respirační infekcí v randomizované, placebem kontrolované, dvojitě zaslepené studii. Nejčastější příčinou akutních virových infekcí dýchacího traktu jsou viry chřipky A a B, virus parainfluenzy, respirační syncyciální virus, koronaviry, enteroviry, reoviry a adenoviry. Inosin pranobex byl podáván 231 pacientům v dávce 1 000 mg 3× denně po dobu sedmi dnů. Placebová skupina zahrnovala 232 nemocných. Nebyly zjištěny významné rozdíly ve vymizení symptomů mezi skupinami. Ve skupině s inosin pranobexem však došlo k rychlejšímu zlepšení stavu. Pacienti mladší než 50 let měli signifikantní prospěch z podání inosin pranobexu podobně jako pacienti bez dalších onemocnění, kteří nebyli obézní. Lék byl dobře tolerován.
V klinické studii Ahmeda a kol. (2017) na Univerzitě v Birminghamu byl in vivo prokázán známý in vitro potenciál inosin pranobexu ke zvýšení koncentrace Treg a NK T lymfocytů (včetně invariantních NK T lymfocytů) při 14denním kontinuálním podávání v dávce 1 g 4× denně [10]. Zvýšení podílů NK buněk (tzv. přirozených zabíječů, natural killers) z celkových lymfocytů bylo u poloviny dobrovolníků užívajících inosin pranobex zaznamenáno do 1,5 hodiny od podání léku a ke statisticky významnému zvýšení došlo od pátého dne a toto zvýšení bylo trvalé po celou dobu sledování. Studie potvrzuje a rozšiřuje poznání imunomodulačního působení inosin pranobexu. Bezpečný profil léku podtrhuje i skutečnost, že nebylo zjištěno ani ovlivnění celkových počtů B a T lymfocytů, ani koncentrace sérových imunoglobulinů třídy G (včetně podtříd IgG1–4), IgA a IgM.

## Dávkování a způsob užívání
Dávkování přípravku je individuální na základě tělesné hmotnosti pacienta a povaze a závažnosti onemocnění. Pokud není určeno jinak, obvyklé dávkové schéma je následující: Dospělí a starší pacienti: 50 mg/kg tělesné hmotnosti (1 tableta na 10 kg), ve 3–4 rovnoměrně rozdělených dávkách v průběhu dne (obvykle 2 tablety 3–4× denně). Maximální dávka je 4 g/den.
Doporučená dávka pro léčbu herpes simplex je 1 g, čtyřikrát denně po dobu 1–2 týdnů orálně. V případě herpesu genitálií je průměrná dávka 1 g třikrát denně po dobu 2-4 týdnů orálně. U subakutní sklerotizující panencefalitidy se podává dávka 50–100 mg/kg tělesné hmotnosti denně rozdělena na dávky podávané každé 4 hodiny.

## Nežádoucí účinky
Nejčastěji se nacházejí účinky jsou nevolnost a zvracení. Hypotenze, ospalost a podráždění kůže se mohou objevit také. Metabolismus inosinové složky léčiva může vést ke zvýšení hladin kyseliny močové v krvi i moči. Výskyt přechodné reverzibilní hyperurikémie se vyskytuje asi u 10 % pacientů užívajících inosin pranobex. Vzhledem k možnému riziku hyperurikosurie a vzniku urátové nefrolitiázy je při léčbě isoprinosinem nezbytný zvýšený přívod tekutin a vyloučení kyselých potravin. Lék je kontraindikován u pacientů se selháním ledvin, dnou a hyperurikémií. Imunosupresivní léky mohou snižovat účinek inosin pranobexu. Jeho podávání se doporučuje před nebo po ukončení léčby imunosupresivy.
Studie tolerance u zdravých jedinců a pacientů důsledně prokázaly, že inosin pranobex nemá závažné vedlejší účinky. Kontinuální podávání léčiva po dobu až 7 let, v dávkách v rozmezí od 1 do 8 g denně, jen občas způsobilo přechodnou nevolnost. Tato nevolnost byla spojena s velkým počtem požitých tablet. Kromě toho bylo hlášeno přechodné zvýšení hladiny kyseliny močové v séru a moči. Toto zvýšení koncentrace kyseliny močové v séru je častější u mužských pacientů než u žen.

## Užití proti SARS-CoV-2
Podle výsledků dvojitě zaslepených randomizovaných kontrolovaných studií (RCT) na 499 pacientech bylo zjištěno, že inosin pranobex pomáhá při včasné úlevě od klinických příznaků u pacientů s mírným až středně závažným onemocněním COVID-19. Podle výsledků fáze 3 randomizované, dvojitě zaslepené, placebem kontrolované studie vykazovalo 80,17 % pacientů léčených inosin pranobexem klinické zlepšení v šestém dni léčby, což je významně vyšší podíl (p<0,001) než v kontrolní skupině (52,38%). Mezi mírnými až středně nehospitalizovanými pacienty COVID-19 byl také významně vyšší léčebný efekt ve skupině s inosin pranobex ve srovnání se skupinou s placebem. Na základě výsledků studií jako první schválil lék k léčbě COVID-19 úřad DCGI v Indii jako doplňkovou léčbu mírného až středně závažného COVID-19 a zařadil se oficiálně do žebříčku léků využitelných v léčbě COVID-19.
Aplikace léku Isoprinosine vůči koronaviru SARS-CoV-2 v ČR prošlo bouřlivou diskuzí. Někteří odborníci jej doporučují k masovému používání, jiní jej spíše zatracují. Vzhledem k důležitosti tématu uvádíme vybrané argumenty zastánců i odpůrců léku (bez protiargumentů).
Neutrální stanoviska
- Bohumil Seifrt, přednosta Ústavu všeobecného lékařství 1. LF UK, Společnost všeobecného lékařství ČLS JEP

Požadují‑li moji pacienti isoprinosin, obvykle jim vyhovím s vysvětlením, že se jedná o neindikované podání za vlastní úhradu. Recentně zveřejněná studie zpochybnila účinek ivermektinu u pacientů s covidem. Praktičtí lékaři se shodují, že lék případně předepíší off -label na úhradu samoplátcem, pokud ho pacient chce, s ohledem na minimální riziko podání. Specialisté navrhují neutrální postoj s doporučením individuálního zvážení lékařem u daného pacienta.
- Hana Tkadlecová, Centrum Očkování a cestovní medicíny Zlín

Léčba je pouze symptomatická a podpůrná, tzn. léčí se pouze příznaky. Je to tzv. experimentální léčba, což znamená, že se na základě předchozích zkušeností, na základě mechanismu účinku a na základě modelování zkouší různé, pro jiné indikace schválené léky. Vědecky potvrzená účinnost zatím nebyla prokázána (použití proti covidu-19 nevychází z evidence based medicine).
Zastánci indikace na SARS-CoV-2
- Ivan Hutař, praktický lékař pro dospělé, lékař školitel katedry VL IPVZ Praha a lektor postgraduální výuky v oboru VL

Preventivní užívání Isoprinosine zvyšuje práh vnímavosti k virovým infektům (i koronavirům).
- Richard Češka, předseda České internistické společnosti ČLS JEP

Z léků ... jsem svým pacientům s covidovou infekcí předepsal pouze isoprinosin, z dalších, věřme alespoň podpůrné léčby, vitamin D.
- Jiří Beran, tropická a cestovní medicína IPVZ

(Nákazou prošel on i jeho syn, dále popsal úspěšnou aplikaci u 20 pacientů v domově seniorů v Litovli. K dispozici je restrospektivní studie jím vedená, která údajně prokázala výrazně nižší míru úmrtnosti u pacientů pozitivních na covid-19 ve věku 65 let a více.) Lék dokáže výrazně nastartovat imunitu, přestože ani výrobci účinek nebo indikaci na covid-19 neuvádějí. Šance člověka, že nezemře, je třikrát větší, pokud bude užívat tento lék.
- Jan Macháč, praktický lékař pro dospělé

Máme-li nové onemocnění, které se vyvíjí, mutuje, postupuje, tak nemůžeme čekat měsíce a roky na to, až se pověřené instituce a desítky odborných společností dohodnou na nějakém postupu. Musíme implementovat zkušenosti i z menších studií, preprintů, z klinických zkušeností...
- Adam Vojtěch, právník, ministr zdravotnictví

Je potřeba nasadit co nejdříve, a to ihned po výskytu prvních příznaků onemocnění. Tak je možné využít jeho potenciálu v ochraně před virovou infekcí pomocí NK buněk a stimulací tvorby adaptivní imunity.
Odpůrci indikace na SARS-CoV-2
- Státní ústav pro kontrolu léčiv

SÚKL oponuje, že standardem pro prokazování účinnosti léku musí být prospektivní, randomizovaná, kontrolovaná studie. Pro inosin pranobex stále nejsou k dispozici údaje, které by dokládaly jeho možnou účinnost při léčbě covidu-19. Klinická data ve smyslu medicíny postavené na důkazech o účinnosti Isopronosine proti covidu-19 nejsou k dispozici.
Zmiňovaná studie nebyla SÚKLu ani nahlášena, natož, aby jí řádně schválil. Ústav tedy před zahájením studie neměl k dispozici žádné informace o tom, podle jakých kritérií do ní budou zkoumané osoby zahrnuty, jakým způsobem bude vedena a sledována jejich léčba i jak bude vyhodnocována její účinnost. Splnění těchto podmínek je ovšem nezbytné pro to, aby bylo možné považovat získané výsledky za věrohodné.
- Vladimír Tesař, Klinika nefrologie 1. LF UK a Všeobecné fakultní nemocnice

Pokud by byl Isoprinosine takový zázrak, nepochybuji, že by toho využil farmaceutický průmysl. I u starých léků lze dovednými manévry dramaticky zvýšit jejich cenu. Hlavním problémem Isoprinosinu je jeho neprokázaná účinnost, a to nejen u covidu-19, ale i u mnoha jiných virových onemocnění. Potenciálně nadějná molekula by musela projít standardním testováním v klinických studiích, což se však nestalo.
- Jan Strojil, farmakolog ve Fakultní nemocnici Olomouc a na Lékařské fakultě Univerzity Palackého

Jako v případě každého jiného léku platí, že lék, který není indikován, je kontraindikován. Inosin pranobex má řadu nežádoucích účinků, některé z nich jsou velmi časté, tedy postihují více než jednoho z deseti pacientů. Pro tvrzení, že se jedná o účinný a bezpečný léky proti covidu-19, neexistují relevantní data. Nebyla provedena žádná studie, která by potvrdila, že přínos převažuje nad rizikem.
- Michal Holub, Společnost infekčního lékařství ČLS JEP

Profylaktické podávání inosinum pranobex (např. u zdravotníků a dalších exponovaných osob) nebo u asymptomatických či lehkých průběhů covidu-19 není podloženo žádnou evidencí. Pokud by teoreticky měl být tento lék nasazen v případě, že pacient onemocněl infekcí covid-19, měly by mu být prováděny další vyšetření sledující jeho stav a efekt terapie. Jen tak je možné zajistit, že je léčba bezpečná a nepoškozuje pacienta více, než je její případný přínos. Tato nutná laboratorní kontrola se však u pacientů s covidem-19 v případě, že mají jen lehký průběh a léčí se doma, neprovádí.
- Milan Trojánek, Klinika infekčních, parazitárních a tropických nemocí Fakultní nemocnice Bulovka, Katedra infekčního lékařství IPVZ

Sáhnout po léku bez schválené indikace s ohledem na konkrétní stav pacienta a po pečlivém zvážení není chybou. Je však závažným etickým pochybením, pokud je během pandemie plošně veřejnosti doporučován lék, u kterého zcela chybí potřebná data o jeho bezpečnosti a účinnosti při léčbě covidu-19.
- Věra Adámková, Pracoviště preventivní kardiologie IKEM

Vámi uvedené přípravky jsou podávány v různých indikacích, ale sdělení pro tvrzení „Isoprinosin snižuje úmrtnost na covid“ bohužel nemají za sebou potřebné výsledky.
- Zorjan Jojko, Sdružení ambulantních specialistů ČR

Informace sleduji, nicméně sám začnu uvažovat o eventuálním předpisu těchto léků v souvislosti s onemocněním COVID‑19 až tehdy, až budou v té indikaci schválené SÚKL. A to je i má obvyklá odpověď pacientům.
- Michal Bábíček, Sdružení praktických lékařů ČR, všeobecný praktický lékař

Zmíněná léčiva nejsou pro onemocnění COVID‑19 schválena, nejsou dostatečné důkazy o jejich účinku a zpravidla je jejich užívání zatíženo nemalým rizikem nežádoucích účinků. Zároveň pacientům sděluji, že pokud si někde „zaručeně účinné léky“ opatří, pak se pasují do role pokusného králíka s nejistým výsledkem.
- Dalibor Pacík, NZZ Urologie

Doporučit neprověřenou medikaci na úrovni EBM nemůže být seriózní, i když je to jistě možné a někdy i úspěšné. Dávám přednost ověřené alternativě. Tedy standardně doporučit podobné medikace v této indikaci bych si nedovolil.
Při pandemii covidu-19 začal být lék Isoprinosine považován veřejností za jeden ze zázračných léků, přestože o jeho účinnosti neexistoval dostatek důkazů. Nesoulad v právním postavení léku stejné léčivé látky v zemích EU vedl v roce 2021 k vypsání petice na podporu změnu statutu z preskripčního léku na volně prodejný lék.
V léčbě pacientů s covidem-19 se používá inosin pranobex v souladu s doporučenými postupy hlavně k léčbě lymfocytopenie. Při terapii je nutné monitorovat hladinu kyseliny močové. Podávání při lymfopenii je v souladu s SPC preparátu Isoprinosine, účinnost u covidu-19 nebyla testována v kontrolovaných studiích.
Údajně je vhodné lék použít k iniciální léčbě všech zdravotnických pracovníků, dále pacientů nad 50 let a u všech pacientů s chronickým onemocněním. Dále u všech osob, u nichž by bylo podezření na opakovanou inokulaci infekční dávky během inkubační doby, jako jsou lékaři a veškerý zdravotnický personál, který pečuje o nemocné, stomatologové pro jasně přímý kontakt a další profese, kde by se opakovaná inokulace nedala vyloučit.

## Užití při autoimunitních onemocněních
Terapeutická hodnota inosin pranobexu u lidí s autoimunitními nemocemi spočívá ve zlepšení imunitní funkce lymfocytů a vzestupu poměru buněk T4/T8 (pomocné/cytotoxické) zvýšeným počtem buněk T4+.
Podle výsledků menších či větších klinických testů a jednotlivých sdělení prokázal inosin pranobex na průběh vybraných autoimunitních onemocnění vliv pozitivní (systémový lupus erythematodes/SLE, alopecia areata, alopecia totalis, remitentní forma roztroušené sklerózy, autoimunita v důsledku přítomnosti autozomálně recesivního genu 1pr, revmatoidní artritida, progresivní supranukleární obrna, Sjögrenův syndrom, diabetes melitus) nebo neutrální (revmatoidní artritida, alopecia totalis, roztroušená skleróza, diabetes melitus). Negativní vliv byl reportován formou kazuistiky v případě léčby jedné pacientky s aktivní polymyositidou (pozn.: polymyositida je autoimunitní onemocnění, při kterém v zanícených svalech převládají T buňky senzibilizované na sval; projevuje se bolestí a slabosti svalů; jakýkoli lék, který dále zvyšuje aktivity T buněk, by mohl onemocnění zhoršit), u které byl použit inosin pranobex pro léčbu četných a rozsáhlých infekcí způsobených lidským papilomavirem III. Po nasazení inosin pranobexu a postupném snížení dávek prednisonu (z 30 mg/den) došlo ke zhoršení polymyositidy. Vysazení inosin pranobexu a zahájení podávání azathioprinu 150 mg denně polymyositidu rychle zlepšilo a bradavice ustoupily do 2 měsíců.
U pacientů s neléčenými autoimunitními systémovými chorobami (např. sarkoidóza, SLE) je typické snížení blastické transformace i naopak zvýšení spontánní proliferace. Takováto sekundární buněčná imunodeficience vzniká v důsledku vlivu sérových faktorů na imunokompetentní buňky a snaha napravit poruchy lymfocytů pomocí imunostimulace nemusí mít efekt. Paradoxně, ke zlepšení funkčního potenciálu lymfocytů může pomoci imunosupresivní léčba. U pacientů aktivně léčených imunosupresivy se imunostimulans isoprinosine se z důvodu vzájemné interakce nepodává. Smysl má podání inosin pranobexu pacientům se sekundárním imunodeficitem navozeným infekčními činiteli (např. u opakovaných infekcí virem herpes simplex).

## Studie na zvířecích modelech
Na zvířecích modelech bylo zjištěno, že perorální podání inosinu má účinky podobné antidepresivům. Inosin významně zvýšil růst neuritů a životaschopnost primárních kultivovaných neokortikálních neuronů, který byl potlačen adenosinem A1 a A2A receptorových agonistů. Podávání inosinu myším přechodně zvýšilo jeho koncentraci v mozku a zvýšilo neurální proliferaci v dentátu gyru, doprovázené fosforylací mitogenem aktivované proteinkinázy a zvýšením transkripční hladiny neurotrofického faktoru odvozeného z mozku. Výsledky naznačují, že perorální podávání inosinu má potenciál zabránit depresivní poruše prostřednictvím adenosinových receptorů.

## Shrnutí
Vzhledem k doloženým imunomodulačním a antivirovým účinkům a bezpečnostnímu profilu je inosin pranobex vhodný k léčbě širokého spektra virových infekcí a z nich vyplývajících onemocnění, včetně subakutní sklerotizující panencefalitidy, herpetických obtíží, důsledků infekce lidskými papilomaviry, chřipky a parachřipky, cytomegalovirových infekcí a infekcí virem Epsteina a Barrové. V akutním stavu onemocnění se užívá 1 g na každých 20 kg hmotnosti pacienta, v udržovací fázi léčby obvykle 1 g denně. Inosin pranobex může být cennou a inovativní léčbou v řadě nemoci a infekce, pro které dosud neexistuje uspokojivá léčba.